# Adventkerk (Veenendaal)
De Adventkerk is een kerkgebouw van de Gereformeerde Gemeenten aan de Vijftienmorgen in Veenendaal, in 1998 gebouwd op de locatie van een vorige kerk, naar een ontwerp van architectenbureau Valk uit Soest. De bakstenen zaalkerk heeft 2.220 zitplaatsen en is daarmee een van de grootste kerken van Nederland wat betreft zitplaatsen. Beneden zijn 1400 zitplaatsen en op de galerij zijn er 600. De overige 220 zitplaatsen zijn in een open te schuiven zaal ondergebracht.

## Geschiedenis
In 1913 is de Gereformeerde Gemeente te Veenendaal gesticht. Vanaf 1930 tot 1950 was Reinier Kok predikant van de gemeente. Na de scheuring van 1953 splitste de gemeente in een Gereformeerde Gemeente in Nederland en in de huidige Gereformeerde Gemeente. In 1956 is een kerk gebouwd op de huidige locatie aan de Vijftienmorgen. Vanwege voortdurende gemeentegroei is in 1998 een nieuwe kerk gebouwd op de locatie van de oude kerk. Om voldoende ruimte te creëren, heeft de kerk ook de naastgelegen weg aangekocht. De kerkzaal is circa 16 meter hoog en de torenspits 40,5 meter. De aannemer was Roelofs & Haasse uit Rijssen. De totale kosten bedroegen 8 miljoen gulden. Op 9 februari 2007 vond in de Adventkerk de instituering plaats van de Gereformeerde Gemeente van Ede. Een deel van de gemeente is daarna overgegaan naar de nieuw gevormde gemeente te Ede. De diensten staan in de bevindelijk gereformeerde traditie, waarbij de verkondiging van het Woord centraal staat. De gemeente zingt de psalmen in de berijming uit 1773. De kerkdiensten in de Adventkerk worden bezocht door circa 1.500 kerkgangers per dienst, na de vorming van de gemeente te Ede zit het gebouw minder vol dan voorheen.

## Het orgel
In de kerk staat een orgel van de firma Steendam uit Roodeschool. Dit orgel is gebouwd in 1999. De 2220 zitplaatsen in de Adventkerk vereisen een draagkrachtig orgel. Daarom is de dispositie van het hoofdwerk op de 16-voets Prestant gebaseerd. Om een uitkomende stem zo duidelijk mogelijk te laten klinken, is een 8-voets rugwerk aangebracht. Doordat dit kleine orgel zo ver mogelijk naar voren staat, dringt het geluid ook onder de diepe gaanderij optimaal door. Hieronder volgt de dispositie:
| Hoofdwerk C-f’’’ |                |
| Prestant         | 16'            |
| Octaaf           | 8'             |
| Roerfluit        | 8'             |
| Gamba            | 8'             |
| Quint            | 6'             |
| Octaaf           | 4'             |
| Gemshoorn        | 4'             |
| Terts            | 3 1/5'         |
| Quint            | 3'             |
| Octaaf           | 2'             |
| Terts            | 1 3/5' disc.   |
| Mixtuur          | IV/V bas/disc. |
| Fagot            | 16' bas/disc.  |
| Trompet          | 8' bas/disc.   |
| Tremulant        |                |

| Rugwerk C-f’’’ |          |
| Prestant       | 8'       |
| Holpijp        | 8'       |
| Octaaf         | 4'       |
| Roerfluit      | 4'       |
| Nasard         | 3'       |
| Octaaf         | 2'       |
| Woudfluit      | 2'       |
| Mixtuur        | III/IV   |
| Cornet         | IV       |
| Fagot          | 8' bas   |
| Schalmei       | 8' disc. |
| Dulciaan       | 8' disc. |
| Tremulant      |          |

| Pedaal C-d’ |     |
| Subbas      | 16' |
| Octaaf      | 8'  |
| Octaaf      | 4'  |
| Trompet     | 8'  |
| Bazuin      | 16' |

| Koppelingen |
| Ped. + Hw   |
| Ped. + Rw   |
| Rw + Hw B/D |